# リスペクト (映画)
『リスペクト』（原題: Respect）は2021年のアメリカ合衆国の伝記ドラマ映画。 監督は長編監督デビュー作となるリースル・トミー、脚本はトレーシー・スコット・ウィルソン、カーリー・クーリが務め、ジェニファー・ハドソン、フォレスト・ウィテカー、マーロン・ウェイアンズ、オードラ・マクドナルドらが出演する。 アメリカの歌手アレサ・フランクリンの人生を題材にしている。

## ストーリー
高名な黒人牧師の娘であるアレサ・フランクリンは、幼い頃から抜群の歌唱力で父の伝道活動をサポートしていた。両親はアレサが幼い頃に別居し、父親と共に各地の教会を巡るアレサは、12才と15才の時に違う相手との間に息子を出産する等、特異な子供時代を送った。
1961年、19才でコロムビア・レコードと契約するアレサ。ヒットには恵まれなかったがマネージャーのテッドと結婚し、3人目の男の子が産まれた。1967年、アトランティック・レコードに移籍したアレサは、ヒット曲『貴方だけを愛して』をリリースし、ついに有名歌手の座を手に入れた。妹たちをバック・コーラスに迎え、マディソン・スクエア・ガーデンでコンサートを開くまでに大成するアレサ。
キング牧師の公民権運動にも熱心に力を貸すアレサ。しかし、支配的な夫のテッドは儲からない慈善活動を阻害した。仕事仲間たちとトラブルを起こし、アレサに暴力を振るうテッド。1969年にテッドと離婚したアレサは勢力的に仕事に励み、新しい恋人との間に4人目の息子も儲けた。
「ソウルの女王」の座を失うことを恐れてスケジュールを詰め込み、ついに倒れるアレサ。酒に溺れ依存症に陥ったアレサは、立ち直る為に幼い頃から歌って来た教会音楽に活路を見出した。1972年、ロサンゼルスのバプテスト教会で聖歌隊とコラボしたライブアルバム『至上の愛』は、アレサの生涯最高のベストセラーとなった。

## キャスト
※括弧内は日本語吹替。
- アレサ・フランクリン：ジェニファー・ハドソン（志田有彩）
  - 子供時代のアレサ・フランクリン：スカイ・ダコタ・ターナー（山下音彩）
- C・L・フランクリン：フォレスト・ウィテカー（立木文彦）
- テッド・ホワイト（英語版）：マーロン・ウェイアンズ（東地宏樹）
- バーバラ・シガーズ・フランクリン：オードラ・マクドナルド（アナンド雪）
- ジェリー・ウェクスラー：マーク・マロン（英語版）
- ジェームズ・クリーヴランド（英語版）：タイタス・バージェス（英語版）
- アーマ・フランクリン：セイコン・センブラ（英語版）
- キャロリン・フランクリン：ヘイリー・キルゴア（英語版）
- ジョン・ハモンド：テイト・ドノヴァン（木下浩之）
- ダイナ・ワシントン：メアリー・J. ブライジ（ニケライ・ファラナーゼ）
- サム・クック：ケルヴィン・ヘアー
- クララ・ウォード：ヘザー・ヘッドリー（英語版）
- スモーキー・ロビンソン：ロドリック・D・コリンズ
- ママ・フランクリン：キンバリー・スコット（斉藤貴美子）
- ジェリー・ウェクスラー：マーク・マロン（多田野曜平）
- ケン・カニンガム：アルバート・ジョーンズ（杉村憲司）

日本語吹替その他出演：神戸光歩、中野泰佑、佐藤里緒、小若和郁那、千々和竜策、関口雄吾、佐々木義人、木内太郎、須能千裕、いとうさとる、伊原正明、越後屋コースケ、津々良篤、大平あひる
日本語版制作スタッフ 演出：久保宗一郎、翻訳：松田順子、制作：東北新社

## 製作
アレサ・フランクリンは20年以上にもわたって自身の伝記映画を製作しようとしており、ハル・ベリーかオードラ・マクドナルドが若い頃の自分を演じてくれることを願っていた。しかし、フランクリンは計画の実現を見ないまま2018年8月16日にこの世を去った。その時点で、既にジェニファー・ハドソンの主演起用が決定していたという。そして、2019年1月10日、リースル・トミーが本作の監督に起用されたと報じられた。10月18日、本作の主要キャストが発表された。

## 撮影・音楽
本作の主要撮影は2019年9月にジョージア州アトランタで始まり、2020年2月15日に終了した。
2020年8月25日、クリス・バワーズが本作で使用される楽曲を手掛けるとの報道があった。2021年6月18日、ハドソンが歌う劇中歌「Here I Am (Singing My Way Home)」がシングルとして発売された。8月13日、本作のサウンドトラックとスコアアルバムが発売された。

## 公開・マーケティング
当初、本作は2020年8月14日に全米公開される予定だったが、後に公開日は同年10月9日→12月25日→2021年1月15日→同年8月13日と延期されていった
2019年12月20日、本作の劇中映像が初めて公開された。2020年6月29日、本作のティーザー・トレイラーが公開された。2021年5月29日、本作のオフィシャル・トレイラーが公開された。8月14日、本作はロカルノ映画祭で上映された。

## 興行収入
本作は『フリー・ガイ』及び『ドント・ブリーズ2』と同じ週に封切られ、公開初週末に1000万ドル前後を稼ぎ出すと予想されていたが、実際の数字はそれを若干下回るものとなった。2021年8月13日、本作は全米3207館で公開され、公開初週末に880万ドルを稼ぎ出し、週末興行収入ランキング初登場4位となった。

## 評価
本作は批評家から好意的に評価されている。映画批評集積サイトのRotten Tomatoesには98件のレビューがあり、批評家支持率は62%、平均点は10点満点で6.3点となっている。サイト側による批評家の見解の要約は「『リスペクト』はごく普通の伝記映画であり、アレサ・フランクリンの唯一無二の輝きを十分に表現できていない。しかし、ジェニファー・ハドソンの名演はリスペクトに値するものである。」となっている。また、Metacriticには34件のレビューがあり、加重平均値は63/100となっている。なお、本作のCinemaScoreはAとなっている。